# M3 Bradley
M3 Bradley Cavalry Fighting Vehicle – bojowy wóz rozpoznawczy, wersja zwiadowcza bojowego wozu piechoty M2 Bradley. Wygląd zewnętrzny obu wozów jest prawie taki sam. Ze względu na brak desantu wyeliminowano gniazda strzelnicze oraz zmieniono liczbę i układ siedzisk w przedziale bojowym. Załoga M3 jest pięcioosobowa. Zwiększono dwukrotnie w porównaniu z M2 zapas amunicji do armaty, karabinu maszynowego i wyrzutni ppk.